# Транквилизатор (стул)

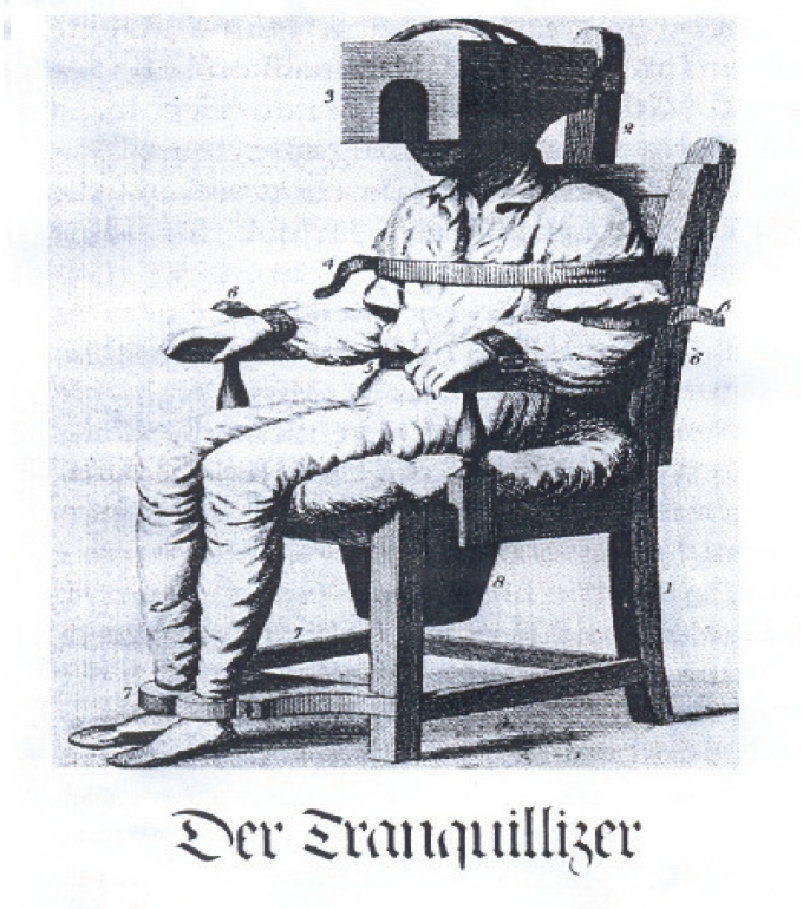
Стул-транквилизатор в Германии назывался Стул принуждения (Zwangsstuhl), 1824 год.

Транквилизатор — специальный стул, к которому в британских и североамериканских психбольницах привязывали буйных пациентов.
Само название (от лат. tranquillo — успокаивать) введено изобретателем этого устройства Б. Рашем в 1810 году.
По другой версии, данное приспособление впервые появилось в Бетлемской королевской больнице.
Пациента фиксировали в неподвижном положении при помощи ремней. Для отправления естественных потребностей в сидении была проделана дыра, под которую ставилось ведро. Голову пациента охлаждали мешком со льдом или холодной водой.